# Conrad Ier d'Oleśnica
 (juin 2019).
Si vous disposez d'ouvrages ou d'articles de référence ou si vous connaissez des sites web de qualité traitant du thème abordé ici, merci de compléter l'article en donnant les références utiles à sa vérifiabilité et en les liant à la section « Notes et références ».
Conrad Ier d’Oleśnica (en polonais Konrad I oleśnicki), de la dynastie des Piasts, est né entre 1292 et 1298, et est mort le 27 ou le 28 décembre 1366.

## Titres
Conrad Ier d’Oleśnica est duc de Głogów et de Grande-Pologne (1309-1312), duc d’Oleśnica, de Gniezno et de Kalisz (1312-1313), duc de Namysłów (1313-1320/1), duc d’Oleśnica et de Namysłów (1320/1-1323), duc d’Oleśnica (1323-1357), duc d’Oleśnica et de Koźle (1357-1366).

## Biographie
Conrad est le second fils d’Henri III de Głogów et de Mathilde de Brunswick. Il est le frère d’Henri IV le Fidèle, de Jean de Ścinawa, de Boleslas d’Oleśnica et de Przemko II de Głogów. Lorsque son père décède le 9 décembre 1309, Conrad se retrouve sous la protection de sa mère qui assure la régence jusqu’en 1312. 
Le 3 mars 1310 à Berlin, Conrad participe, avec ses frères Henri et Boleslas, au congrès sur la Poméranie de Gdańsk qu’ils vendent au margrave Hermann Ier. Dans le souci d’avoir de bonnes relations avec le Brandebourg, ils offrent en gage les régions de Krosno Odrzańskie et de Żagań au margrave (ils récupéreront ces territoires en 1319).
Le 29 février 1312, l’héritage de son père est divisé. Conrad et Boleslas obtiennent la partie orientale du duché paternel (avec Oleśnica, Namysłów et Kluczbork) ainsi que les régions de Kalisz et de Gniezno. Henri, Jean et Przemko reçoivent les régions de Głogów, de Ścinawa, de Żagań et de Grande-Pologne. Leur mère conserve Głogów. La bonne entente de Conrad avec son frère ne dure pas un an. En 1313, les deux frères se séparent et Conrad conserve Namysłów et Kalisz.
La situation des héritiers d’Henri III est précaire. En 1313, Conrad perd Kalisz à la suite d'une révolte de la noblesse.  La même année, les ducs de Legnica s’emparent d’Uraz. En 1314, s’appuyant sur la noblesse locale qui s’oppose à un démembrement des territoires d’Henri III, Ladislas Ier le Bref s’empare de la plus grande partie de la Grande Pologne.
En 1320/1, lorsque son frère Boleslas décède, Conrad s’empare du duché d’Oleśnica. Alors que Ladislas le Bref et Boleslas III le Prodigue mènent des activités de pillage sur le territoire du duché d’Oleśnica (de 1321 à 1323), Conrad épouse le 27 mai 1322; Élizabeth  (née vers 1311/1312 morte en 1328), la fille ainée d’Henri VI le Bon, écartant ainsi toute menace en provenance du duché de Wrocław. 
Un traité de paix avec Ladislas le Bref et Boleslas III le Prodigue est conclu à Cracovie le 10 août 1323. Conrad récupère Wołów, Lubiąż et Smogorzów. En échange, Conrad cède le duché de Namysłów à Boleslas le Prodigue. En 1328, Conrad rend un hommage de vassalité à Jean de Luxembourg, le roi de Bohême. En 1333, veuf depuis cinq ans, Conrad épouse Euphémie, la fille de Ladislas, le duc de Kozielsk. 
L’été 1343, le roi Casimir III le Grand lance une attaque contre Conrad, Henri V de Fer et Jean de Ścinawa. Conrad inflige une défaite à l’armée polonaise qui était aux portes d’Oleśnica et conclut un traité de paix avec Casimir le Grand. En 1345, Conrad et son neveu Henri V de Fer tentent sans succès de reprendre Wschowa aux Polonais. En représailles, le roi de Pologne lance une attaque contre le duché d’Oleśnica. 
Le 8 décembre 1357, le duché de Koźle et de Bytom est partagé entre Conrad et Przemysl Ier Noszak. Conrad reçoit la région de Kozielsk. L’année suivante, il achète Milicz à l’évêché de Wrocław. En 1359, la région de Bytom est divisée entre Conrad et Przemysl Ier Noszak. En 1361, après la mort de Jean de Ścinawa, Conrad et Henri V de Fer entrent en conflit au sujet de l’héritage. Le différend n’est aplani qu’en 1365 grâce à la médiation de Louis Ier de Brzeg.

## Unions et postérité succession
Le 10 janvier 1322 Conrad Ier épouse  Elisabeth (née vers 1311 – morte 20 février? 1328), fille de Henri VI le Bon, duc de Wrocław. Ils n'ont pas d'enfant.
Le 2 mars 1333 Conrad Ier épouse en secondes noces Euphémia (née vers 1313? – morte le 3 janvier 1378), fille de Ladislas de Bytom, duc de Koźle-Bytom qui lui donne deux enfants:
- Hedwige (née entre  1329 et le 25 mars 1338 – morte en vers 1351/1359 ), épouse entre 1342 et le 11 aout 1345 le duc Nicolas II d'Opava
- Conrad II le Gris.

Conrad Ier d’Oleśnica décède le 27 ou le 28 décembre 1366. Son fils unique Conrad II le Gris lui succède. 